# Roberto Castrillo
Roberto Castrillo, né le 30 juin 1941 à Guanajay, est un tireur sportif cubain.

## Carrière
Roberto Castrillo participe aux Jeux olympiques de 1980 à Moscou et remporte la médaille de bronze dans l'épreuve du skeet.